# Rémi Gaillard
Rémi Gaillard (Montpellier, 7 febbraio 1975) è uno youtuber e comico francese.
(Motto di Rémi Gaillard.)
È specializzato nel creare situazioni comiche con l'aiuto di vestiti allusivi o ricreanti scene che, trasferite nell'ambito in cui Gaillard agisce, provocano ilarità. La sua celebrità è dovuta soprattutto alla sua abilità nel riuscire ad inserirsi in contesti a lui estranei, principalmente in ambito sportivo.
Ha acquisito una certa attenzione da parte dei media francesi dopo aver eseguito una ben documentata serie di scherzi, tra i quali la famosa apparizione nella finale della Coupe de France 2001-2002 fingendosi un calciatore della squadra trionfante, il Lorient, prendendo parte alla celebrazione e ricevendo il saluto dell'allora presidente francese Jacques Chirac. Successivamente è apparso in altri eventi sportivi, show televisivi e manifestazioni politiche.

## Biografia
Rémi iniziò la sua avventura nel 1999, quando girò il suo primo video, con un amico di infanzia a Montpellier nel quale Rémi si fa la doccia in una stazione di autolavaggio. Nel 2001 fece intrusione nello studio televisivo della M6. Sempre in quell'anno, apparve durante le interviste dopo gara del Tour de France, durante una partita amichevole di tennis e durante un comizio di un candidato alla presidenza per la regione Languedoc-Roussillon.
Nel 2002 apparve come impostore durante la Coupe de France 2002, in una partita della nazionale francese di pallavolo, in una partita di pallamano, in una gara di freestyle estremo e durante Mister Universo 2002. Nel 2004 firmò un contratto con la Cauet. Tre anni più tardi Rémi si intrufolò in campo assieme alla squadra di rugby del Montpellier. Sempre in quell'anno girò diversi video per la marca Orangina Commercial, nei quali saltava sulla schiena di persone ignare simulando un rodeo, e un video per la marca Nike, nel quale tira un pallone contro lampioni, cartelli stradali, monumenti, e così via.
Rémi ha partecipato a numerosi spot anche per la marca di schiuma da barba Nobacter, nei quali, utilizzando una bomboletta di schiuma da barba prodotta dalla ditta, spruzza su persone ed edifici. Nel settembre 2009 ha girato una serie di cinque video per la Bwin. I suoi video hanno raggiunto in totale circa 2 miliardi di visualizzazioni, la pagina ufficiale Facebook conta circa 10 milioni di "Mi piace" e conta su Twitter quasi 200.000 follower.

## Video
Rémi ha girato oltre 100 video (tutti disponibili su YouTube, Dailymotion, sulla sua pagina Facebook, o sul suo sito web), ma i più visualizzati sono:
- Mario Kart (2008)
- Pac Man (2009)
- Canguro (2008)
- Rocky (2000)
- Rocky è tornato (2008)
- Urban Touchdown (2008)
- Foot 2007 - Concorso Nike (2007)
- People are Strange (2005)
- Coniglio (2001)
- Ascensore Disco (2004)
- Decathlon (2006)
- Foot 2008 (2008)
- Foot 2009 (2009)
- Roxanne - Concorso Sony Ericsson (2008)
- Fiesta (2009)
- McDonald Gratis (2000)
- Best of Elevator (2009)
- Guerra (2009)
- Lumaca (2009)
- La grande fuga (2004)
- Il tour di N'importe Qui - Video sponsorizzato da Bwin (2009)
- Astronauta (2008)
- Pipistrello (2009)
- Rodeo - Spot Orangina (2007)
- Farfalla (2010)
- Foot 2010 - Video sponsorizzato da LG (2010)
- La coppa stupida - Video sponsorizzato da Bwin (2010)
- Urban Raset (2010)
- Il Padrino (2010)
- Mario Kart è tornato (2011)
- L'ascensore (2012)
- Foot 2012 (2012)

## Imposture
- Gaillard, indossando una maglietta del Lorient, ha superato la sicurezza ed ha preso parte ai festeggiamenti per la vittoria della squadra nella finale della Coppa di Francia allo Stade de France. È riuscito a salutare l'allora presidente Jacques Chirac (il quale gli disse "Complimenti, hai giocato una buona partita"), a festeggiare con i giocatori del Lorient, correndo in campo con la coppa in mano, parlando con i giornalisti e firmando autografi. È apparso in diverse foto pubblicate alcuni giorni dopo sul quotidiano sportivo L'Équipe.
- Gaillard, vestito con la stessa maglietta (senza numero e nome) della nazionale francese di pallavolo maschile, apparve il 27 luglio 2002 in una partita di qualificazione per i mondiali di pallavolo, accanto ai giocatori, cantando ad alta voce La Marsigliese. Questo episodio è stato trasmesso in diretta su Eurosport.
- Gaillard è apparso anche vestito da giocatore di rugby della squadra Montpellier Herault rugby union, entrando in campo con una palla da rugby in mano, e successivamente, inseguito dalle guardie di sicurezza ha segnato una meta ed ha messo a segno un calcio piazzato. È stato infine cacciato, accompagnato da diverse guardie fuori dallo stadio.
- Gaillard è apparso in una trasmissione televisiva, "Des Chiffres et des Lettres", intervenendo dagli spalti, fingendo di sapere la soluzione di un calcolo matematico.
- Gaillard, vestito con completo da tennis e dotato di una racchetta, è sceso dagli spalti ed è entrato nel campo da tennis durante un match di esibizione tra Yannick Noah e Henri Leconte. Noah è sorpreso, ma inizia a giocare e, dopo aver segnato un punto, Rémi ha pronunciato il suo motto al pubblico con il microfono del giudice di gara.
- Gaillard, saltando facilmente i controlli di sicurezza, è salito sul palco per l'elezione di Mister Universo 2002, fingendo di essere uno dei partecipanti. Rémi, riconosciuto come un impostore per il suo fisico inadatto a partecipare alla competizione, viene rincorso sul palco dalle guardie di sicurezza e riesce a salire sul podio del vincitore prima di essere bloccato.
- Gaillard, scavalcando la bassa recinzione delle tribune, è intervenuto durante l'inizio di una partita di pallamano, salutando i giocatori della squadra di casa. Poi è stato allontanato dal campo e, uscendo, è intervenuto in un'intervista che si stava svolgendo a bordo campo, citando il suo motto.
- Gaillard, vestito come un concorrente, è intervenuto in un'intervista dopo il Tour de France, sedendosi tra l'intervistatore e i ciclisti.
- Gaillard, riuscendo ad eludere la sicurezza antiterrorismo fuori dal palazzo della M6, si è intromesso durante una trasmissione in diretta, Morning Live, pubblicizzando il suo sito web, fondato da poco, per poi essere allontanato dalla sicurezza.
- Gaillard, durante un comizio di Jacques Blanc, presidente della regione Languedoc-Roussillon, è salito sul palco pronunciando il suo motto e pubblicizzando il suo sito web al pubblico.
- Gaillard, durante un contest di bmx, ha scavalcato la recinzione, cercando di imitare i concorrenti, ma con una bicicletta ed un vestito non adatti alla situazione.